# Llarga Marxa 11
El Llarga Marxa 11 (xinès: 長征十一號運載火箭), o Chang Zheng 11 en pinyin, abreviat LM-11 a l'exterior o CZ-11 a la Xina, és un coet de combustible sòlid xinès, creat per la Corporació de Ciència i Tecnologia Aeroespacial de la Xina. El seu primer vol va tenir lloc el 25 de setembre de 2015.